# Eugeniusz Przybysz
Eugeniusz Przybysz (ur. 15 kwietnia 1928 w Kujawach) – polski działacz partyjny i państwowy, były I sekretarz Komitetu Powiatowego PZPR w Mińsku Mazowieckim, w latach 1973–1975 wicewojewoda warszawski.

## Życiorys
Syn Stanisława i Marianny. W 1950 wstąpił do Polskiej Zjednoczonej Partii Robotniczej. Od 1952 do 1957 był instruktorem i kierownikiem Wydziału Propagandy Komitetu Powiatowego PZPR w Garwolinie, a także sekretarzem Komitetu Miejskiego PZPR w Siedlcach. Następnie między 1960 a 1973 zajmował kolejno stanowiska: sekretarza Komitetu Miejskiego i Powiatowego w Siedlcach, I sekretarza Komitetu Powiatowego w Mińsku Mazowieckim oraz kierownika Wydziału Rolnego Warszawskiego Komitetu Wojewódzkiego PZPR. Od grudnia 1973 do maja 1975 pełnił funkcję wicewojewody warszawskiego. W latach 1975–1981 był sekretarzem Komitetu Wojewódzkiego w Ostrołęce.